# Witan Sulaeman
Witan Sulaeman (ur. 8 października 2001 w Palu) – indonezyjski piłkarz występujący na pozycji pomocnika, reprezentant kraju.

## Życiorys

### Kariera klubowa
Junior SSB Galara Utama i Diklat Ragunan, w 2019 roku został zawodnikiem PSIM Yogyakarta. W lidze zadebiutował 22 sierpnia w spotkaniu przeciwko Persibie Balikpapan. W lutym 2020 roku podpisał trzyipółroczny kontrakt z FK Senica. W SuperLidze zadebiutował 14 czerwca w przegrany 2:4 spotkaniu z Radničkim Nisz. We wrześniu 2021 roku podpisał dwuletni kontrakt z Lechią Gdańsk. W sezonie 2021/2022 nie rozegrał jednak żadnego spotkania w ekstraklasie, występując jedynie w czterech meczach rezerw. W styczniu 2022 roku został wypożyczony do FK Senica, dla którego zdobył dwie bramki w Fortuna Lidze. Po zakończeniu sezonu podpisał dwuletni kontrakt z AS Trenčín.

### Kariera reprezentacyjna
Wielokrotnie występował w młodzieżowych reprezentacjach Indonezji. W reprezentacją U-18/U-19 zdobył trzecie miejsce na mistrzostwach AFF w latach 2017–2018, a z reprezentacją U-23 zdobył mistrzostwo AFF w 2019 roku. Reprezentował kraj na Igrzyskach Azji Południowo-Wschodniej, zdobywając drugie miejsce w 2019 roku. Zdobył także wicemistrzostwo AFF w 2020 roku. 25 maja 2021 roku zadebiutował w seniorskiej reprezentacji w przegranym 2:3 towarzyskim meczu z Afganistanem.

## Statystyki ligowe
| Sezon         | Klub                | Liga              | Mecze | Gole |
| ------------- | ------------------- | ----------------- | ----- | ---- |
| 2019          | PSIM Yogyakarta     | Liga 2            | 7     | 0    |
| 2019/2020 (w) | FK Radnik Surdulica | Super liga Srbije | 2     | 0    |
| 2020/2021     | FK Radnik Surdulica | Super liga Srbije | 3     | 0    |
| 2021/2022 (j) | Lechia Gdańsk       | Ekstraklasa       | 0     | 0    |
| 2021/2022 (w) | FK Senica           | 1. liga           | 8     | 2    |
| 2022/2023 (j) | AS Trenčín          | 1. liga           | 10    | 1    |
| 2022/2023 (w) | Persija Dżakarta    | Liga 1            | 10    | 2    |